# Монтевельйо
Монтевельйо (італ. Monteveglio) — колишній муніципалітет в Італії, у регіоні Емілія-Романья,  метрополійне місто Болонья. З 1 січня 2014 року Монтевельйо є частиною новоствореного муніципалітету Вальзамоджа.
Монтевельйо розташоване на відстані близько 310 км на північ від Рима, 20 км на захід від Болоньї.
Населення — 5329 осіб (2012).

## Демографія
Населення за роками:

Станом на 31 грудня 2010 року в муніципалітеті офіційно проживали 473 іноземці з 44 країн, серед них 98 громадян країн Євросоюзу та 9 громадян України.

## Сусідні муніципалітети
- Баццано
- Кастелло-ді-Серравалле
- Креспеллано
- Монте-Сан-П'єтро
- Савіньяно-суль-Панаро